# Tom Chorske
Tom Chorske (ur. 18 września 1966 w Minneapolis w stanie Minnesota w USA) – amerykański były zawodowy hokeista na lodzie.

## Kariera zawodnicza
W latach 1989–2000 występował w lidze NHL na pozycji lewoskrzydłowego. Wybrany z numerem (16) w pierwszej rundzie draftu NHL w 1985 przez Montreal Canadiens. Grał w drużynach: Montreal Canadiens, New Jersey Devils, Ottawa Senators, New York Islanders, Washington Capitals, Calgary Flames oraz Pittsburgh Penguins. W 1995 z New Jersey Devils zdobył Puchar Stanleya.
W sezonach zasadniczych NHL rozegrał łącznie 596 spotkań, w których strzelił 115 bramek oraz zaliczył 122 asysty. W klasyfikacji kanadyjskiej zdobył więc razem 237 punktów. 255 minut spędził na ławce kar. W play-offach NHL brał udział 5-krotnie. Rozegrał w nich łącznie 50 spotkań, w których strzelił 5 bramek oraz zaliczył 12 asyst, co w klasyfikacji kanadyjskiej daje razem 17 punktów. 10 minut spędził na ławce kar.